# 佐渡島志郎
佐渡島 志郎（さどしま しろう、1953年10月23日 - ）は、日本の外交官。外務省国際協力局長、バングラデシュ駐箚特命全権大使を経て、2015年（平成27年）からタイ駐箚特命全権大使。

## 経歴・人物
福岡県生まれ。福岡県立修猷館高等学校を経て、1977年（昭和52年）、東京大学法学部第三類を卒業し、外務省に入省する。中国語研修を受けたチャイナ・スクール。
- 1994年（平成6年）7月 在ベトナム大使館参事官[5][6]
- 1996年（平成8年）7月 経済協力局有償資金協力課長[5][6]
- 1998年（平成10年）9月 アジア局中国課長[5][6]
- 2000年（平成12年）8月 在オーストラリア日本国大使館参事官[5][6]
- 2001年（平成13年）1月 駐豪公使[5][6]
- 2002年（平成14年）8月 香港総領事館領事[5][6]
- 2004年（平成16年）7月 経済協力局参事官[5][6]
- 2004年（平成16年）8月 兼国際社会協力部参事官[5][6]
- 2006年（平成18年）1月 兼アジア大洋州局参事官[5][6]
- 2006年（平成18年）3月 免経済協力局、国際社会協力部[5][6]
- 2006年（平成18年）5月 アジア大洋州局審議官[5]
- 2006年（平成18年）8月 兼アジア大洋州局南部アジア部審議官[5]
- 2007年（平成19年）8月 国際協力機構総務部長[5][6]
- 2009年（平成21年）7月 国際協力機構理事[2][5][6]
- 2010年（平成22年）1月 国際協力局長[5][6]
- 2011年（平成23年）9月1日 駐バングラデシュ大使[7]
  - 同年10月11日 着任[5]
- 2015年（平成27年）3月17日 駐タイ大使[8]
  - 同年4月26日 着任[9]
- 2020年（令和2年）3月1日 パシフィックコンサルタンツ株式会社非常勤嘱託社員[10]

## 同期
- 秋元義孝（12年駐オーストラリア大使・10年儀典長）
- 佐野利男（13年軍縮会議代表部大使・10年駐デンマーク大使・08年軍縮不拡散・科学部長）
- 鈴木敏郎（13年駐エジプト大使・12年中東・北アフリカ諸国情勢担当大使・10年駐シリア大使・08年中東アフリカ局長）
- 梅本和義（13年国連次席大使・11年駐スイス大使・08年北米局長）
- 長崎輝章（13年駐バチカン大使・10年駐グアテマラ大使）
- 太田清和（10年シアトル総領事）
- 佐藤悟（11年駐スペイン大使・10年外務報道官・08年中南米局長）
- 小寺次郎（12年駐サウジアラビア大使・10年欧州局長・08年国際情報統括官）
- 八木毅（12年駐印大使兼ブータン大使・10年経済局長）
- 長嶺安政（13年外務審議官（経済）・12年駐オランダ大使・10年国際法局長）
- 深田博史（13年駐ベトナム大使・10年駐セネガル大使・08年領事局長）
- 川田司（11年駐アルジェリア大使・10年領事局長）
- 角茂樹（11年駐バーレーン大使・08年国連大使）
- 井上進（11年駐コートジボワール大使）
- 小池政行（日本赤十字看護大学教授）
- 花田吉隆（11年駐東ティモール大使）
- 杉山晋輔（11年アジア大洋州局長・08年地球規模課題審議官）
- 高原寿一（12年駐チュニジア大使）
- 手塚義雅（12年駐トリニダード・トバゴ大使）